# Belbèze-en-Comminges
Belbèze-en-Comminges ist eine französische Gemeinde mit 109 Einwohnern (Stand 1. Januar 2022) im Département Haute-Garonne in der Region Okzitanien (zuvor Midi-Pyrénées). Die Einwohner werden als Belbèziens bezeichnet.

## Geographie
Umgeben wird Belbèze-en-Comminges von den fünf Nachbargemeinden: 
| Roquefort-sur-Garonne | Ausseing                                    |          |
| Cassagne              | Kompassrose, die auf Nachbargemeinden zeigt | Cérizols |
|                       | Escoulis                                    |          |

## Geschichte
Von 1921 bis 1953 bildeten Belbèze-en-Comminges und Escoulis eine gemeinsame Gemeinde mit dem Namen Belbèze-Escoulis. 

## Bevölkerungsentwicklung
| Jahr                      | 1962 | 1968 | 1975 | 1982 | 1990 | 1999 | 2007 | 2013 | 2016 | 2019 |
| ------------------------- | ---- | ---- | ---- | ---- | ---- | ---- | ---- | ---- | ---- | ---- |
| Einwohner                 | 188  | 139  | 125  | 130  | 108  | 116  | 108  | 109  | 111  | 114  |
| Quelle: Cassini und INSEE |      |      |      |      |      |      |      |      |      |      |

## Sehenswürdigkeiten
- Kirche Saint-Michel
- Schloss Beauvoir (Monument historique)
- Unterirdischer Steinbruch aus dem 3. Jahrhundert

Siehe auch: Liste der Monuments historiques in Belbèze-en-Comminges